# 大甲幼獅產業園區
大甲幼獅產業園區為位於台灣台中市大甲區的一個產業園區，隸屬於經濟部產業園區管理局，面積共218公頃。

## 概況
園區內設有郵局、變電所、淨水場、電信機房。

### 土地配置
該產業園區面積218.47公頃，截產業用地132.53公頃，公共設施63.81公頃

## 週邊設施
- 福爾摩沙高速公路
- 日南車站
- 台中市大甲區華龍國民小學
- 台中市立日南國民中學

## 外部連結
- 大甲幼獅產業園區服務中心 （页面存档备份，存于）